# Z 3600
Les Z 3600 sont d'anciennes automotrices électriques de l'État (ex-Ouest) puis de la SNCF à courant continu 1500 V issues de la remotorisation en 1937 des automotrices troisième rail de première série (État 1001 à 1018). 
Entre 1938 et 1974, année de réforme des dernières unités, elles prennent en charge des trains de banlieue au départ de la gare de Paris-Montparnasse ainsi que sur le tronçon sud de la ligne de Grande Ceinture puis des services de navettes ouvrières.

## Genèse et évolution de la série; caractéristiques techniques
En 1909, les chemins de fer de l'État, sous la conduite de l'ingénieur Natalis Mazen entreprennent l’électrification de la banlieue de Paris rive droite au départ de Saint-Lazare, alimentée en courant continu à la tension de 600 puis 750 V, par troisième rail. Dix-huit automotrices à la caisse entièrement métallique sont ainsi construites (État 1001 à 1018), fortement inspirées du matériel Sprague-Thomson de la CMP. Elles ont une longueur hors-tout de 23,000 m pour une longueur de caisse de 22,360 m.
Mises en service en 1912-1913, elles sont garées sans emploi en 1927. Quatre ans plus tard, elles sont démotorisées et servent de remorques, attelées avec des automotrices plus récentes, ce qui permet de composer des éléments réversibles doubles.
Dans le cadre de l'électrification de la ligne Paris - Le Mans opérationnelle en 1937, neuf d'entre elles sont à nouveau pourvues de moteurs (Z 3601 à 3609) en 1938, les neuf autres restant des remorques (ZRx 13601 à 13609). Les moteurs utilisés, identiques à ceux qui équipent les Z 3700, sont ici insuffisants par rapport à la masse de l'automotrice et souffrent d'échauffement excessif. Neuf éléments à deux caisses, réversibles, couplables jusqu'à trois rames puisque l'attelage automatique est conservé, sont ainsi constitués ; les voitures ne sont toutefois toujours pas munies de tampons. L'alimentation de la nouvelle ligne étant réalisée par caténaire à la tension de 1,5 kV, les équipements électriques sont adaptés en conséquence et un pantographe en toiture remplace les frotteurs montés sur les bogies. Les unités sont munies de marchepieds escamotables pour pouvoir circuler sur les portions de la ligne Paris - Le Mans dont les quais sont plus bas que ceux des lignes à 750 V. Les ZRx 13600 sont aménagées en 1re et 2e classe et possèdent un compartiment à bagages côté cabine de conduite.

## Service
Ces éléments, affectés au dépôt de Montrouge créé à l'occasion de l’électrification de la ligne Paris-Le Mans, remplacent les circulations vapeur et autorails VH en service omnibus sur la Grande Ceinture sud (Versailles-Chantiers - Juvisy). Ils circulent également sur la proche banlieue au départ de la gare Montparnasse.
En fin de carrière, les quelques compositions survivantes sont affectées aux navettes ouvrières, et aux services de ceinture du Mans, avant d'être remplacées à cette tâche par des Z 3700. Les derniers éléments sont radiés en 1974.

## Modélisme
Les Z 3600 ont été reproduites à l'échelle HO par les Éditions Atlas (modèle statique en plastique), dans le cadre de la collection « Automotrices des réseaux français ».